# Championnat du monde de roller in line hockey FIRS 2009
Navigation
Championnat 2008 Championnat 2010
L'édition 2009 du championnat du monde de roller in line hockey, s'est déroulé du 6 au 11 juillet 2009, à Varèse en Italie et fut la 15e édition organisée par la Fédération internationale de roller sports,.

## Contexte
Quatre poules sont constituées.  (A, B, C et D). Les trois premières équipe des poules A et B ainsi que les équipes premières des poules C et D continuent leur parcours dans le championnat du monde, les autres équipes intégrant la coupe du monde. Chaque phase finale est organisée sous forme de tournoi, chaque tour se déroulant en match unique
| Groupe A                                     | Groupe B                                           | Groupe C                                 | Groupe D                                        |
| -------------------------------------------- | -------------------------------------------------- | ---------------------------------------- | ----------------------------------------------- |
| - États-Unis - Italie - Royaume-Uni - Suisse | - Allemagne - Canada - France - République tchèque | - Australie - Belgique - Espagne - Japon | - Colombie - Corée du Sud - Mexique - Venezuela |

## Phase préliminaire

### Poule A
|    | Équipe      | MJ | Pts | B+ | B- |
| -- | ----------- | -- | --- | -- | -- |
| 1. | Suisse      | 3  | 6   | 16 | 8  |
| 2. | États-Unis  | 3  | 4   | 16 | 6  |
| 3. | Italie      | 3  | 2   | 11 | 15 |
| 4. | Royaume-Uni | 3  | 0   | 3  | 17 |

### Poule B
|    | Équipe             | MJ | Pts | B+ | B- |
| -- | ------------------ | -- | --- | -- | -- |
| 1. | Canada             | 3  | 4   | 17 | 8  |
| 2. | République tchèque | 3  | 4   | 11 | 10 |
| 3. | France             | 3  | 3   | 13 | 12 |
| 4. | Allemagne          | 3  | 1   | 10 | 21 |

### Poule C
|    | Équipe    | MJ | Pts | B+ | B- |
| -- | --------- | -- | --- | -- | -- |
| 1. | Espagne   | 3  | 6   | 18 | 2  |
| 2. | Australie | 3  | 4   | 11 | 5  |
| 3. | Belgique  | 3  | 2   | 5  | 9  |
| 4. | Japon     | 3  | 0   | 3  | 21 |

### Poule D
|    | Équipe       | MJ | Pts | B+ | B- |
| -- | ------------ | -- | --- | -- | -- |
| 1. | Colombie     | 3  | 6   | 14 | 7  |
| 2. | Mexique      | 3  | 4   | 15 | 8  |
| 3. | Corée du Sud | 3  | 2   | 15 | 13 |
| 4. | Venezuela    | 3  | 0   | 4  | 20 |

## Championnat du monde

### Quarts de finale
- Canada 6 - 2   Italie
- République tchèque 9 - 0  Espagne
- Suisse 11 - 2  Colombie
- États-Unis 2 - 1  France

### Demi-finales
- Canada 3 - 1  Suisse
- États-Unis 7 - 0  République tchèque

### Match pour la3eplace
- République tchèque 8 - 5  Suisse

### Finale
- États-Unis 5 - 4  Canada

## Bilan
Les États-Unis remportent leur 12e médaille d'or en 15 éditions. La France, vice-championne du monde l'année précédente ne finit que 5e de la compétition.

### Classement final
| 1er | États-Unis         | Médaille d'or Championnat du monde      |
| 2e  | Canada             | Médaille d'argent Championnat du monde  |
| 3e  | République tchèque | Médaille de bronze Championnat du monde |
| 4e  | Suisse             |                                         |
| 5e  | France             |                                         |